# Catherine Marsal
Catherine Marsal (ur. 20 stycznia 1971 w Metzu) – francuska kolarka szosowa i torowa, wielokrotna medalistka szosowych mistrzostw świata.

## Kariera
Pierwsze sukcesy w karierze Catherine Marsal osiągnęła w 1987 roku, kiedy zdobyła złoty medal w wyścigu ze startu wspólnego podczas szosowych mistrzostw świata juniorów oraz srebrny w indywidualnym wyścigu na dochodzenie podczas torowych mistrzostw świata juniorów. W tej samej kategorii wiekowej w indywidualnym wyścigu na dochodzenie zdobyła złoty medal w 1988 roku. Wtedy też wystąpiła na igrzyskach olimpijskich w Seulu, gdzie wyścig ze startu wspólnego ukończyła na dziesiątej pozycji. Na rozgrywanych rok później szosowych mistrzostwach świata w Chambéry zdobyła dwa medale: w drużynowej jeździe na czas razem z koleżankami z reprezentacji zajęła trzecie miejsce, a w wyścigu ze startu wspólnego była druga za swą rodaczką - Jeannie Longo. W 1990 roku zdobyła złoty medal w wyścigu ze startu wspólnego na mistrzostwach świata w Utsunomiya, a rok później, wspólnie z Marion Clignet, Nathalie Gendron i Cécile Odin zwyciężyła w drużynowej jeździe na czas. Drużynowo medal zdobyła także na mistrzostwach świata w Benidorm w 1992 roku, ale na igrzyskach w Barcelonie zajęła dopiero 21. miejsce ze startu wspólnego. W 1995 roku zajęła drugie miejsce w wyścigu ze startu wspólnego na mistrzostwach świata w Duitamie, gdzie uległa jedynie Jeannie Longo. Kolejny medal wywalczyła rok później, podczas mistrzostw świata w Lugano – tym razem była druga w indywidualnej jeździe na czas. Występ na igrzyskach olimpijskich w Atlancie w 1996 roku także nie przyniósł jej medalu - wyścig ze startu wspólnego ukończyła na szesnastym miejscu. Ostatni medal zdobyła na mistrzostwach świata w San Sebastián, gdzie była trzecia ze startu wspólnego. W zawodach tych wyprzedziły ją tylko Włoszka Alessandra Cappellotto oraz Elisabeth Tadich z Australii. Marsal wystąpiła również na igrzyskach w Sydney w 2000 roku, zajmując 39. miejsce ze startu wspólnego i trzynaste w indywidualnej jeździe na czas. Ponadto wygrywała między innymi Tour de Bretagne w 1988 roku, Giro d'Italia Femminile i Postgiro Norway w 1990 roku oraz Tour de l'Aude Cycliste Féminin w 1994 roku. Wielokrotnie zdobywała medale mistrzostw kraju, zarówno w kolarstwie szosowym, jak i torowym.